# 松平康瑞
松平 康瑞（まつだいら やすざね）は、江戸時代中期の旗本。

## 経歴
青木直宥の六男として生まれ、松平康般の婿養子となる。宝暦6年（1756年）12月27日に養父・康般の遺跡を継ぐが、翌宝暦7年（1757年）10月8日に25歳で死去した。

## 系譜
- 実父：青木直宥
- 養父：松平康般
- 正室：松平康平の娘 - 松平康般養女。康端の死後、前田房長の養女となり、大友義珍に嫁いだ。
- 養子
  - 松平康定 - 前田房長の三男